# Eberhard Graffmann
Eberhard Graffmann († um 1980) war ein deutscher Fußballspieler, der mit dem Meidericher SV in der Endrunde um die Deutsche Meisterschaft 1929 stand und von 1947 bis 1949 Vorsitzender desselben Vereins war.

## Laufbahn als Spieler
Graffmanns Familie stammte aus dem Duisburger Ortsteil Meiderich, wo einer seiner Vorfahren 1902 zu den Gründern des lokalen Fußballvereins Meidericher SV zählte. Rund zwei Jahrzehnte später begann er bei diesem Verein seine eigene Laufbahn, allerdings ist der genaue Zeitpunkt seiner Aufnahme in die Mannschaft nicht bekannt. In der Aufstellung der Kreismeisterelf von 1922 ist er noch nicht gelistet, dagegen gehörte er ein Jahr darauf zu der Mannschaft, die in der Gauliga Niederrhein die Meisterschaft nur äußerst knapp verpasste. Im Kampf um den Titel des Niederrheinmeisters spielte der MSV in den nachfolgenden Jahren immer eine Rolle, scheiterte aber immer knapp und galt aus diesem Grund als „ewiger Zweiter“.
Graffmann entwickelte sich zu einer wichtigen Persönlichkeit innerhalb der Mannschaft und übernahm spätestens 1926 das Amt des Spielführers, als welcher er in der Saison 1928/29 mit seinen Kollegen den ersten Tabellenplatz belegte. Entsprechend gelang nach mehreren Anläufen zum ersten Mal der Titelgewinn am Niederrhein. Dieser berechtigte zur Teilnahme an der westdeutschen Meisterschaft, in welcher Meiderich nach einer Niederlage im letztlich notwendigen Entscheidungsspiel gegen den FC Schalke 04 den zweiten Platz belegte. Dennoch durfte der Verein aus Duisburg an der deutschen Meisterschaftsendrunde von 1929 teilnehmen und traf im Achtelfinale am 16. Juni auf den Hamburger SV. Durch eine 2:3-Niederlage im Wedaustadion schied seine Elf gegen den norddeutschen Meister aus.
Über einen längeren Zeitraum, auch während der sportlichen Höhepunkte des Jahres 1929, spielte er an der Seite seines Bruders Heinrich. Zur besseren Unterscheidung wurde Eberhard auch Graffmann I und Heinrich Graffmann II genannt. Eberhard Graffmann wurde vor allem als linker Mittelfeldspieler im damals üblichen 2-3-5-System aufgeboten. Er blieb bis mindestens 1930 Teil der Mannschaft und lief anschließend an der Seite mehrerer früherer Mitspieler für die Altherren des MSV auf.

## Verantwortlicher beim MSV
Kurz nach dem Ende des Zweiten Weltkriegs war Graffmann am Neuaufbau des Meidericher SV beteiligt und hatte von 1947 bis 1949 den Vereinsvorsitz inne. In dieser Zeit gelang die Qualifikation für die 2. Liga West, welche den Unterbau zur im regional begrenzten Ligensystem höchsten Spielklasse Oberliga West darstellte. Nachdem er aus dem Präsidentenamt ausgeschieden war, blieb er dem Verein in einer wichtigen Funktion als Spielausschuss-Obmann erhalten. In dieser Rolle erlebte er auch den Oberligaaufstieg im Jahr 1951. Als er dem Spieler Gerd Schönknecht im Vorfeld der Spielzeit 1953/54 die Freigabe für einen Wechsel verweigerte, verlor er den Rückhalt der Mannschaft. Dies hatte zur Folge, dass ihn die Mitglieder am 21. Juli 1953 nicht wiederwählten. Bereits während der Spielzeit 1955/56 bekleidete er sein Amt allerdings wieder. Im Juli 1958 trat er aus gesundheitlichen Gründen zurück.
Für seine Verdienste um den MSV wurde er als erstes Mitglied überhaupt mit dem Ehrenring des Vereins ausgezeichnet. Eberhard Graffmann, dessen Nachfahren sich weiterhin für den Verein engagieren, starb zu Beginn der 1980er-Jahre.